# 宮地エンジニアリンググループ
宮地エンジニアリンググループ株式会社（みやじエンジニアリンググループ）は、日本の建設業者。東京証券取引所プライム市場上場。

## 概要
1908年創業の宮地鐵工所が母体。橋梁や鉄塔の建設に強みを持ち、過去には東京タワーや関門橋などの建設に関与している。1980年頃にはいわゆる仕手株として名前が上がり、加藤暠率いる「誠備グループ」による株式の買い占めに遭い一時同グループの支配下となったが、後に離脱している。
2003年にグループの持株会社として宮地エンジニアリンググループを設立し、宮地鐵工所や宮地建設工業（現・宮地エンジニアリング）などのグループ企業を統括する形となった。
三菱重工業と関係が深く、2015年には同社の子会社だった三菱重工鉄構エンジニアリングの株式の51%を取得し、同時に社名を「エム・エムブリッジ」に変更した。。

## 沿革
- 1908年（明治41年）- 創業者・宮地栄治郎の個人経営として東京市本所区南二葉町[2]に「宮地鐵工所」を創業。
- 1938年（昭和13年）- 株式会社に改組。
- 1949年（昭和24年）- 建設部門を分社化し「宮地建設工業」を設立。
- 1962年（昭和37年）- 東京証券取引所市場第一部に上場。
- 1984年（昭和59年）- 多摩川にかかる六郷橋の橋桁架替工事中に橋桁が落下し、死者5名・負傷者13名を出す（六郷大橋事故）。
- 2003年（平成15年）- 持株会社として「宮地エンジニアリンググループ」を設立、宮地鐵工所と宮地建設工業を経営統合。
- 2011年（平成23年）- 宮地鐵工所と宮地建設工業が合併し「宮地エンジニアリング」となる。
- 2015年（平成27年）- 三菱重工鉄構エンジニアリングを傘下に収め「エム・エムブリッジ」とする。
- 2022年（令和4年）4月4日 - 東京証券取引所第一部よりプライム市場へ市場変更する。